# Cocagna
Cocagna war eine vom König ausgerichtete frühe Volksbelustigung der Neapolitaner, die ursprünglich an den vier letzten Sonntagen des Karnevals veranstaltet wurde. Dabei musste ein mit Fett schlüpfrig gemachtes pyramidenförmiges Gerüst erklettert werden, um allerlei angebrachte Esswaren als Beute und Preis zu erlangen. 
Goethe berichtet über das Fest in seiner italienischen Reise: 

„Es sind verschiedne Tage im Jahr, besonders die Weihnachtsfeiertage, als Schmausfeste berühmt; alsdann feiert man eine allgemeine Cocagna, wozu sich fünfhunderttausend Menschen das Wort gegeben haben. Dann ist aber auch die Straße Toledo und neben ihr mehrere Straßen und Plätze auf das appetitlichste verziert. Die Butiken, wo grüne Sachen verkauft werden, wo Rosinen, Melonen und Feigen aufgesetzt sind, erfreuen das Auge auf das allerangenehmste. Die Eßwaren hängen in Girlanden über die Straßen hinüber; große Paternoster von vergoldeten, mit roten Bändern geschnürten Würsten; welsche Hähne, welche alle eine rote Fahne unter dem Bürzel stecken haben. Man versicherte, daß deren dreißigtausend verkauft worden, ohne die zu rechnen, welche die Leute im Hause gemästet hatten. Außer diesem werden noch eine Menge Esel, mit grüner Ware, Kapaunen und jungen Lämmern beladen, durch die Stadt und über den Markt getrieben, und die Haufen Eier, welche man hier und da sieht, sind so groß, daß man sich ihrer niemals so viel beisammen gedacht hat. Und nicht genug, daß alles dieses verzehret wird: alle Jahre reitet ein Polizeidiener mit einem Trompeter durch die Stadt und verkündet auf allen Plätzen und Kreuzwegen, wieviel tausend Ochsen, Kälber, Lämmer, Schweine u. s. w. der Neapolitaner verzehrt habe. Das Volk höret aufmerksam zu, freut sich unmäßig über die großen Zahlen, und jeder erinnert sich des Anteils an diesem Genusse mit Vergnügen.“

Das Fest ist eventuell auf die in der römischen Kaiserzeit üblichen Fruchtverteilungen an das Volk (Congiarium) zurückzuführen. Der französische Ausdruck Pays de Cocagne (für Schlaraffenland) leitet sich davon ebenso ab wie die Spottbezeichnung Cockney.